# Citrus aurantiifolia
Citrus aurantiifolia (Tiếng Anh: Key Lime, Mexican Lime) là một loài thực vật có hoa trong họ Cửu lý hương. Loài này được (Christm.) Swingle mô tả khoa học đầu tiên năm 1913.

## Mô tả
Chiều cao của Citrus aurantiifolia có thể phát triển cao tới 5 m. Citrus aurantiifolia có cành cây đầy gai và hoa của nó có màu trắng  ngả vàng. Quả của Citrus aurantiifolia có phần da mỏng và khá axit.

## Phạm vi
Citrus aurantiifolia thường sinh sống trên vùng Châu Á nhiệt đới và có thể bắt nguồn từ phía bắc Ấn Độ hoặc Myanmar.

## Trồng trọt
Citrus aurantiifolia được trồng rộng rãi ở các khu vực nhiệt đới và cận nhiệt đới, đặc biệt là Tây Ấn, Mexico, Florida, Ai Cập và Đông Nam Á.
Citrus aurantiifolia thường phát triển ở độ cao lên tới 2.200 m. Nhiệt độ tối ưu cho sự canh tác của Citrus aurantiifolia nằm trong khoảng từ 25 - 30 °C. Sự tăng trưởng của Citrus aurantiifolia thường sẽ ngừng lại ở nhiệt độ dưới 13 °C và trên 38 °C.

## Hình ảnh

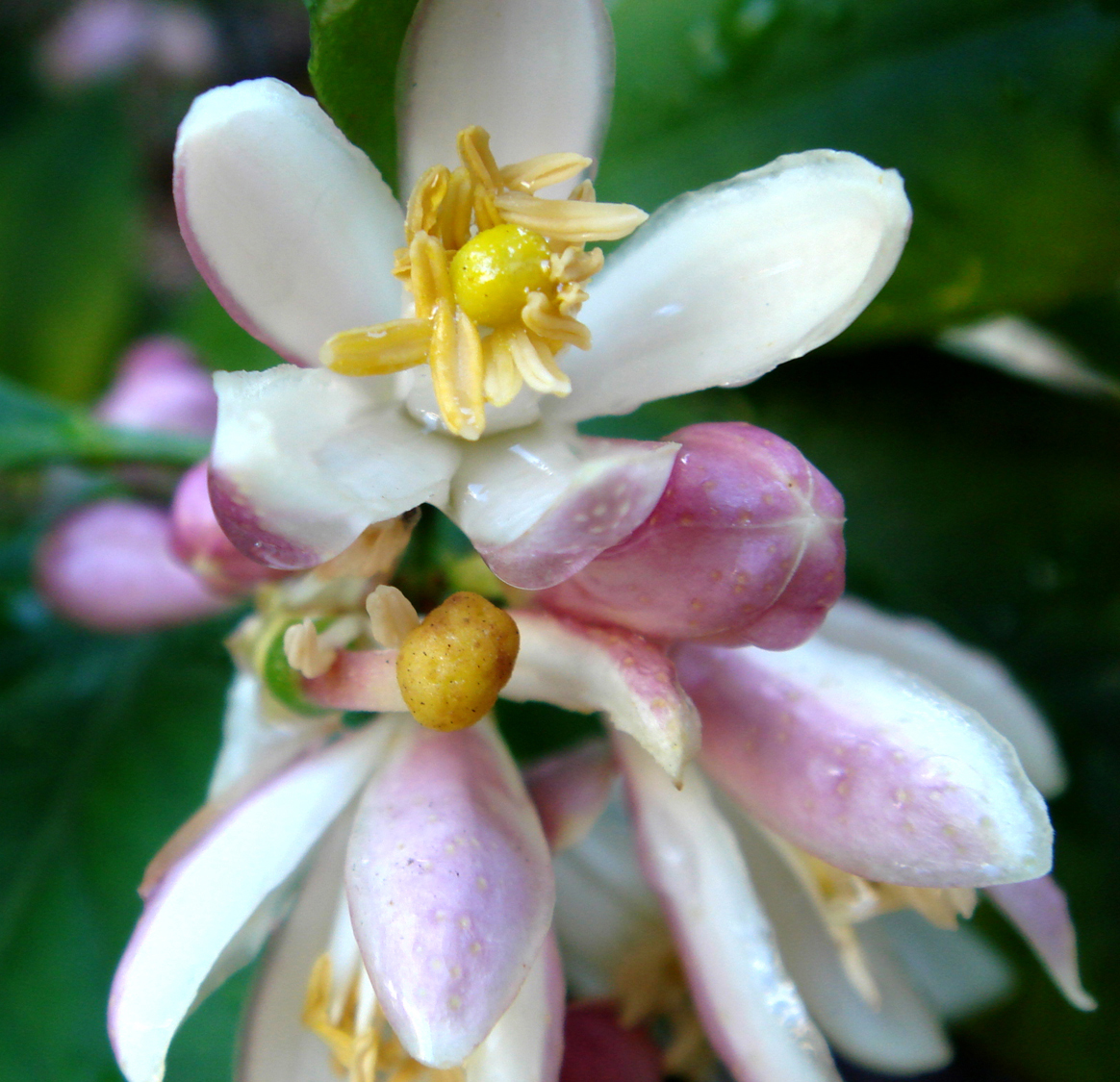
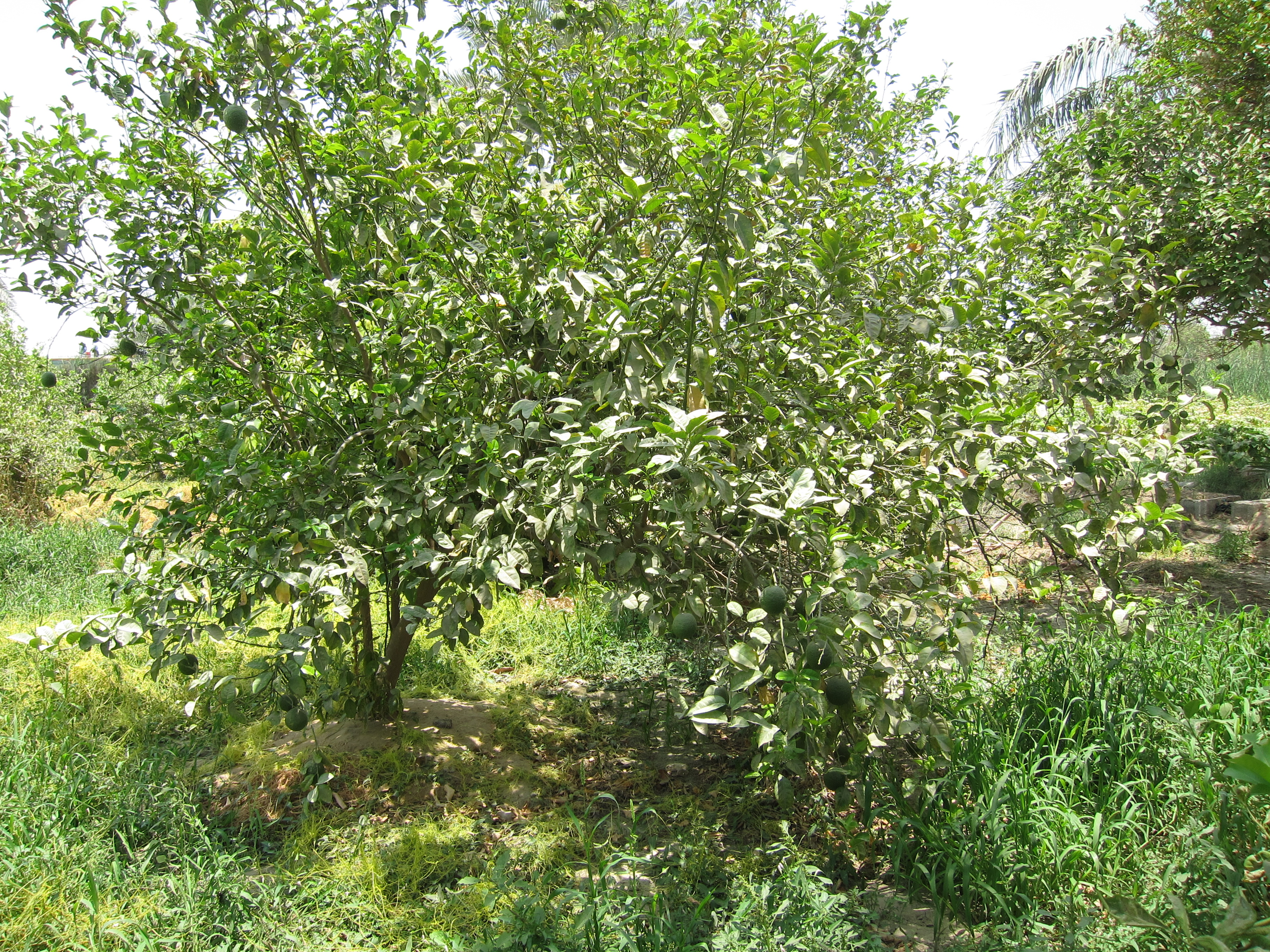
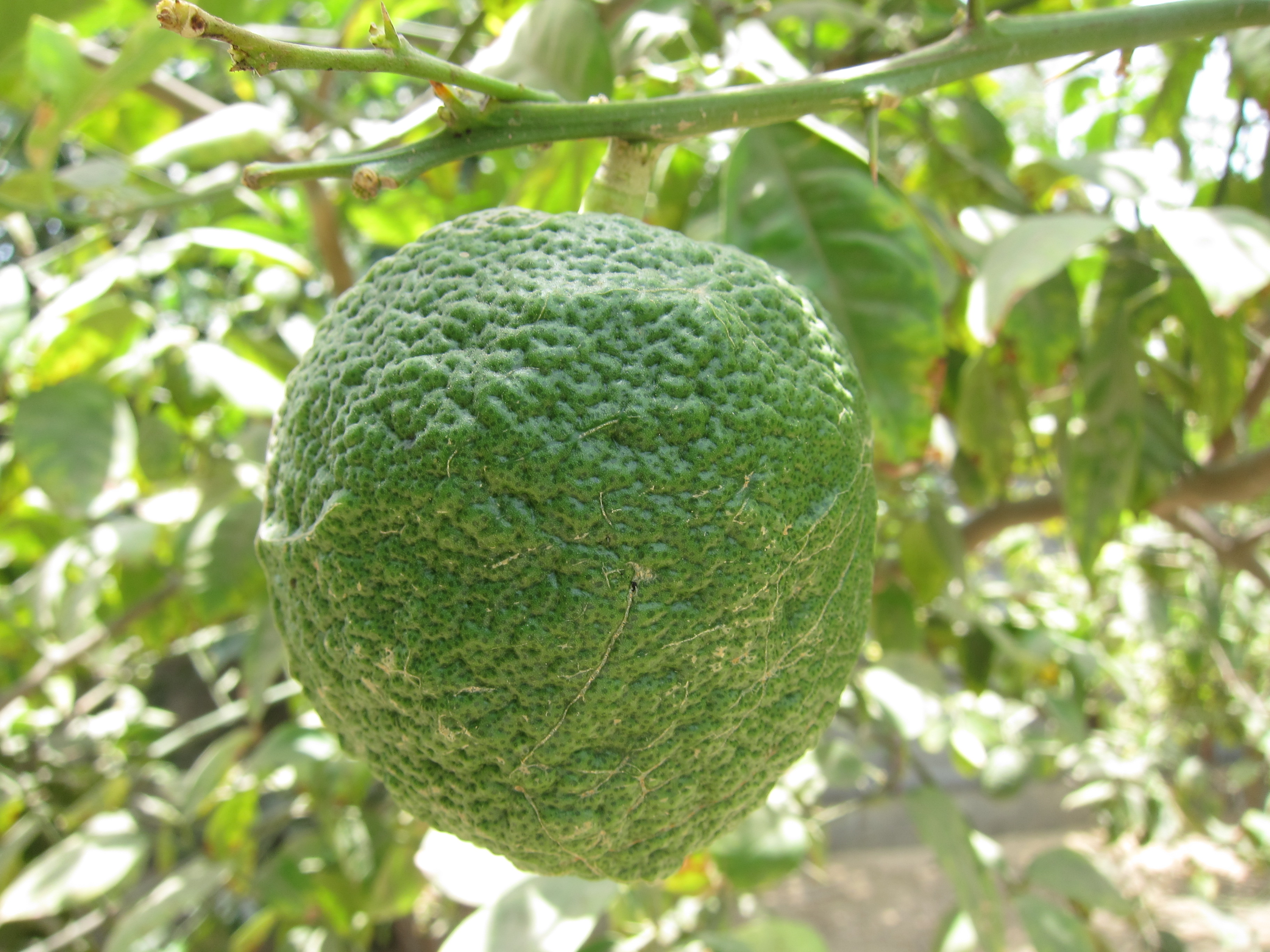
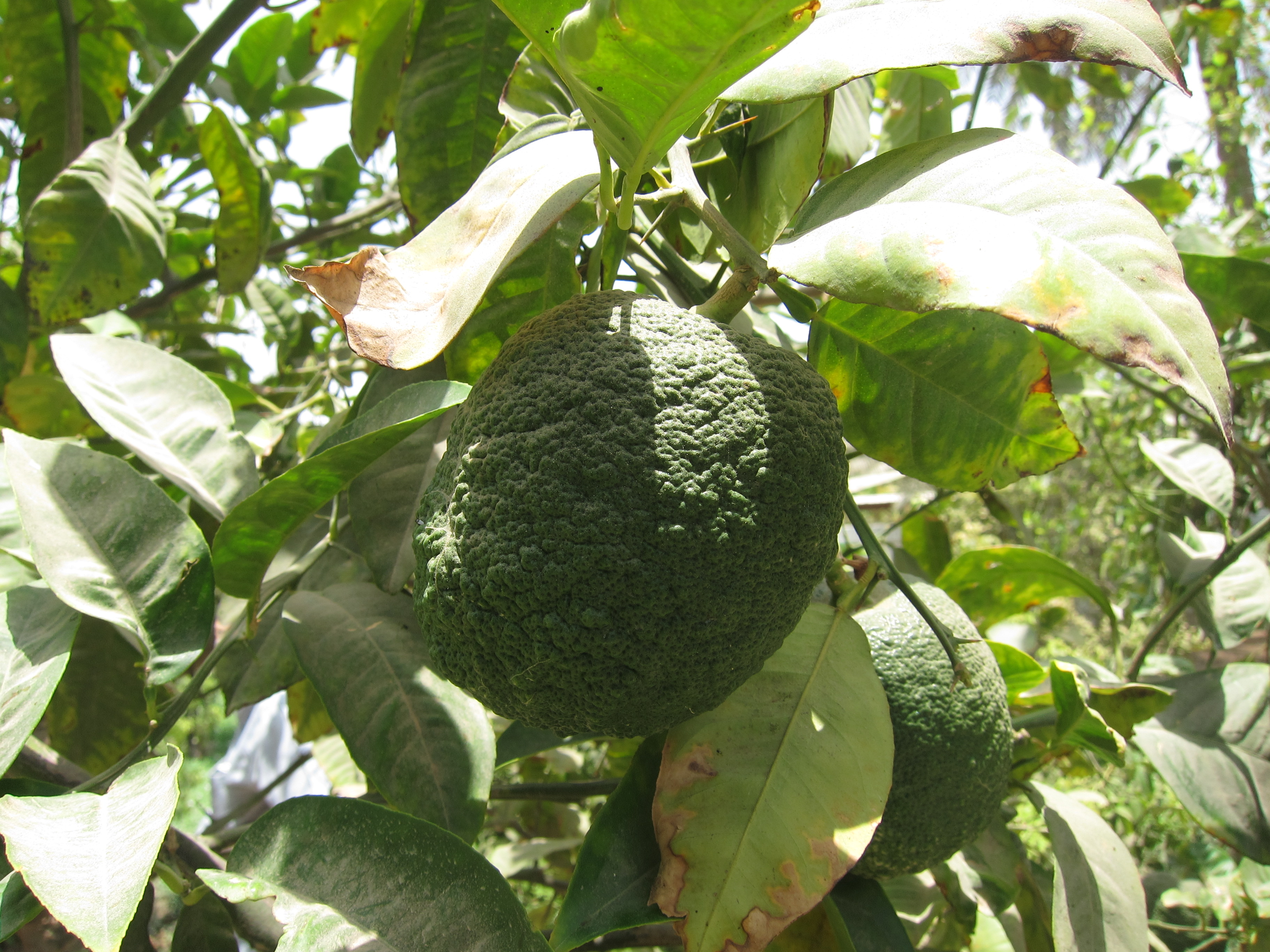